# Chinesische Badmintonmeisterschaft 2019
Die Chinesische Badmintonmeisterschaft 2019 fand vom 16. bis zum 23. Juni 2019 in Ruichang statt. 

## Sieger und Platzierte
| Disziplin    | Gold                    | Silber                    | Bronze                   |
| ------------ | ----------------------- | ------------------------- | ------------------------ |
| Herreneinzel | Sun Feixiang            | Gao Zhengze               | Zhou Zeqi                |
| Herreneinzel | Sun Feixiang            | Gao Zhengze               | Zhao Junpeng             |
| Dameneinzel  | Zhou Meng               | Wei Yaxin                 | Yang Ruiwen              |
| Dameneinzel  | Zhou Meng               | Wei Yaxin                 | Dai Wang                 |
| Herrendoppel | Wang Sijie Tao Jianqi   | Guo Yuchen Guo Xinwa      | Chai Biao Zhang Wen      |
| Herrendoppel | Wang Sijie Tao Jianqi   | Guo Yuchen Guo Xinwa      | Zhu Haiyuan Zhou Leiqi   |
| Damendoppel  | Chen Mingchun Gao Ziyao | Qiao Shijun Zhang Shuxian | Wu Yingshi Hu Shiyu      |
| Damendoppel  | Chen Mingchun Gao Ziyao | Qiao Shijun Zhang Shuxian | Huang Jia Zheng Xuhui    |
| Mixed        | Tao Jianqi Ni Bowen     | Xiao Shicheng Zheng Xuhui | Deng Jiaqiang Wu Yingshi |
| Mixed        | Tao Jianqi Ni Bowen     | Xiao Shicheng Zheng Xuhui | Wu Tuobin Hu Shiyu       |